# NGC 7452
NGC 7452 é uma galáxia lenticular (S0) localizada na direcção da constelação de Pisces. Possui uma declinação de +06° 44' 45" e uma ascensão recta de 23 horas, 00 minutos e 47,5 segundos.
A galáxia NGC 7452 foi descoberta em 14 de Outubro de 1884 por Lewis A. Swift.